# نيكولا ديفيز (قاضية)
نيكولا ديفيز (بالإنجليزية: Nicola Davies)‏ هي محامية وقاضية بريطانية، ولدت في 13 مارس 1953.